# Bosqueiopsis
Bosqueiopsis, monotipski biljni rod. Javlja se kao grm ili manje drvo iz porodice dudovki čija je domovina Afrika (Republika Kongo, DR Kongo, Tanzanija i Mozambik). 
Drvo je jednodomno, a ponekad se javlja i androdioecija, koja je prisutna i kod crnog jasena

## Sinonimi
- Bosqueiopsis carvalhoana Engl.
- Bosqueiopsis lujae De Wild.
- Bosqueiopsis parvifolia Engl.
- Trymatococcus parvifolius (Engl.) Engl.